# 김방경 묘지석
김방경 묘지석(金方慶 墓誌石)은 경상북도 안동시 도산면 서부리, 한국국학진흥원에 있는 묘지석이다. 2010년 4월 5일 경상북도의 유형문화재 제421호로 지정되었다.
고려 시대에 뚜렷한 족적을 남긴 김방경의 묘지석은 역사적인 측면에서 가치가 클 뿐만 아니라 한국 전국에서 문화재로 지정된 묘지석의 대부분이 지방문화재인 점을 감안하여 유형문화재(有形文化財)로 지정되었다.

## 개요
이 묘지석의 주인공인 김방경(1212~1300)의 본관은 안동(安東)이며, 김방경의 직계 조상인 태사대광(太師大匡) 김일긍(金日兢)은 신라 경순왕의 후손이라 알려져 있다.
김방경 고려 고종 14년(1227년) 음서로 처음 출사하였으며, 여러 관직을 역임하는 동안 삼별초 진압과 일본 원정에 참전하여 중요한 역할을 수행하고, 이러한 공으로 충렬왕 21년(1295년) 상락군개국공(上洛郡開國公)의 관작과 식읍을 하사받았다. 이후 관직에서 물러나 충렬왕 26년(1300년) 수도 개경(開京)에서 세상을 떠났으며, 유언에 의해 예안(禮安) 서산(西山)에 안장되었다. 충선왕(1308~1313) 재위기간 중 삼한벽상삼중대광(三韓壁上三重大匡) 선충협모정난정국공신(宣忠恊謀定難靖國功臣)으로 추증되고 충렬(忠烈)이라는 시호를 받았으며 신도비가 왕명에 의해 건립되었다.
김방경의 묘지명은 당시 좌승지(左承旨) 판비서시사(判秘書寺事) 문한학사(文翰學士) 관직을 맡고 있던 이진(李瑱)이 지었다. 그의 후손인 근시재(近始齋) 김해(金垓, 1555~1593)의 장례를 치르는 과정에서 1594년에 김방경의 묘지명이 발굴되었는데, 이를 김방경 묘소 부근에 다시 묻었다. 1970년대에 다시 묘지석이 발굴되었을 때 사진 촬영을 한 다음 다시 묻었고, 이후 안동시 녹전면 죽송리 소재 김방경의 묘소에서 다시금 묘지석의 실물이 확인되었다.
묘지명의 내용은 《안동김씨대동보》(安東金氏大同譜, 1980)에도 김방경의 행장(行狀)과 함께 수록되어 있다. 《고려사》권제104에 실려 있는 김방경열전에 비해 묘지명의 내용은 매우 소략한데, 《고려사》 김방경열전의 기사는 주로 김방경의 행장에 기초하여 작성된 것으로 추정된다.

## 같이 보기
- 김방경

## 참고 자료
- 김방경 묘지석 - 국가유산청 국가유산포털